# Adiantum patens
Adiantum patens är en kantbräkenväxtart. Adiantum patens ingår i släktet Adiantum och familjen Pteridaceae.

## Underarter
Arten delas in i följande underarter:
- A. p. oatesii
- A. p. patens